# Poniki (województwo warmińsko-mazurskie)
Poniki (do 1945 r. niem. Gross Poninken) – kolonia w Polsce położona w województwie warmińsko-mazurskim, w powiecie bartoszyckim, w gminie Sępopol. W latach 1975–1998 miejscowość administracyjnie należała do województwa olsztyńskiego.

## Historia
Dawny majątek szlachecki, istniejący już od XVI w. W XVIII wieku we wsi zaczęła funkcjonować szkoła. W 1935 r. w szkole pracowało dwóch nauczycieli i uczyło się w niej 64 uczniów. W 1939 r. we wsi było 448 mieszkańców.
Po 1945 roku duże zasługi w rozwoju szkoły miał nauczyciel Karol Rojek. W 1978 r. było we wsi 12 indywidualnych gospodarstw rolnych, uprawiających 115 ha ziemi. W tym czasie we wsi była szkoła podstawowa oraz biblioteka. W 1983 r. we wsi było 6 domów z 17 mieszkaniami i 55 mieszkańcami. 

Zobacz też: Ponikiew, Ponikiew Duża, Ponikiew Mała, Ponikiew Wielka